# SN 1997dd
SN 1997dd – supernowa typu IIb odkryta 20 sierpnia 1997 roku w galaktyce NGC 6060. W momencie odkrycia miała maksymalną jasność 16,40m.